# Senecio nemiae
Senecio nemiae là một loài thực vật có hoa trong họ Cúc. Loài này được A. Bartoli, Tortosa & S.E.Freire mô tả khoa học đầu tiên năm 2004.